# Ариновий механізм заміщення
Ариновий механізм заміщення (англ. aryne mechanism) — механізм ароматичного нуклеофільного заміщення, що передбачає проміжне утворення арину (пр., циклогексин-дієну). Приміром, заміщення арилгалогенідів, що не містять активованих груп, де вхідна група займає сусіднє положення до відхідної групи в ароматичному ядрі (кіне-заміщення).
За номенклатурою IUPAC — AxhDHDN + ANAH.